# Ам-хаарец
Ам-хаарец, ам-гаарец (ивр. עם הארץ‎, буквально — «народ земли») — выражение, употребляемое в разговорном еврейском языке для обозначения неуча, невежды, особенно в области еврейской письменности и знания религиозных законов. В этом значении оно вошло в употребление во времена Хасмонеев.

## Ам-хаарец в Библии
В Библии выражение «ам-хаарец» означает «народ земли (страны)» и встречается в еврейском тексте Библии 67 раз. Во дни Иисуса (I век н. э.) применялось религиозными лидерами (и к евреям, и к нееврееям) как выражение презрения, но изначально оно не было таким.
Согласно Koehler и Baumgartner, оно означало «полноправных граждан».
Иногда относилось к «уроженцам, коренным жителям» или отличало обычных граждан от правительственных чиновников или священников.

## Ам-хаарец в литературе раввинов
Раввин Иошуа сказал, что ам-хаарец тот, «кто не носит тфилин (филактерии)».